# الانتخابات التشريعية الباكستانية لعام 2008
أُجريت الانتخابات التشريعية الباكستانية لعام 2008 في 18 فبراير 2008 لتجديد الجمعية الوطنية المنتخبة والمجالس الإقليمية الأربعة في باكستان، بعد انتهاء مُدة ولايتهم التي تَسلموها منذ خمس سنوات في الانتخابات البرلمانية لعام 2002. فهى تتم في جو من التوتر وتُعتبر حاسِمة لمستقبل الديمقراطية في باكستان.
وكان مقرر منذ البداية أن تتم هذة الانتخابات في 8 فبراير 2008. غير أن اغتيال بينظير بوتو زعيمة حزب الشعب الباكستاني -حزب المعارضة الرئيسى- والمُرشحة في الانتخابات، تَسبب في توترات كبيرة لذلك تم تأجيل الانتخابات.
فالهجمات الإرهابية تتزايد في سياق الحرب ضد طالبان، واتُهم الجيش بتركيز قدر كبير من السلطة في حين جاء الرئيس السابق وقائد الجيش برفيز مشرف إلى السلطة عام 1999 بعد انقلاب عسكرى.
أسفرت الانتخابات عن هزيمة الحزب الحاكم ٬ والرابطة الإسلامية الباكستانية التي دعمت الرئيس الباكستانى برويز مشرف. وتَصدر حزبى المعارضة الرئيسيين وفاز حزب الشعب الباكستانى بأكبر عدد من المقاعد دون الحصول على الأغلبية المُطلقة ٬ ثم قام بتشكيل ائتلاف مع أحزاب المعارضة الأخرى وتهدف خاصاً لعزل السلطة.
تميزت الانتخابات بأنها نقطة تحول سياسية كُبرى في باكستان ٬ مع تغيير الحكومة بعد ذلك بشهر ٬ وبعد ستة أشهر من استقالة الرئيس الباكستانى برويز مشرف الذي تولى السُلطة منذ تسع سنوات والذي غادر البلاد.
أشارت الانتخابات للعودة إلى الحكم المدني ٬ وقد أصدر البرلمان في عام 2010 إصلاحاً دستورياً لاغياً التعديلات التي صدرت في 2003 والتي كانت تهدف لزيادة صلاحيات الرئيس.

## السياق

### انتخابات 2002
أُجريت هذة الانتخابات لتجديد ترشيح نواب الجمعية الوطنية والمجالس الإقليمية الأربعة التي انتهت في آواخر 2007. وأجريت الانتخابات السابقة في 10 أكتوبر 2002 وكانت الأولى منذ انقلاب الجنرال برويز مشرف الذي أطاح بحكومة نواز شريف المدنية عام 1999. وفاز بهذة الانتخابات الجماعة الإسلامية في باكستان (ك)، فصيل الجماعة الإسلامية الذي دَعم مشرف بينما الجماعة الإسلامية (ن)، الفصيل الذي دَعم نواز شريف لم يَحصل إلا على 18 مِقعداً فقط. قاد نواز شريف الحزب من الخارج عندما أرغم على نفيه في عام 2002. وكان حزب المُعارضة الرئيسى الذي إنسحب من الانتخابات هو حزب الشعب الباكستانى بقيادة بينظير بوتو. وكانت بينظير بوتو رئيسة وزراء مرتين منذ 1988 وحتى 1990 ثم بعد ذلك منذ عام 1993 وحتى 1996 قبل أن تذهب إلى المنفى عام 1998، بينما كان نواز شريف رئيساً للوزراء منذ عام 1990 وحتى 1993 ثم بعد ذلك منذ عام 1996 وحتى 1999. وقد تميزت هذة الفترة بتنافُس شديد بين هاتين الشخصييتين. ومع ذلك اقتربوا كثيراً من بعضهِم البعض خلال الأعوام 2000، مُوقعين بما في ذلك إتفاقيات سياسية عام 2006. وتنص هذة الإتفاقيات على إلغاء الإصلاح الدستورى لعام 2003 الذي يَمنح الرئيس مزيداً من السلطة، بما في ذلك سُلطة حل الجمعية وعَزل رئيس الوزراء.

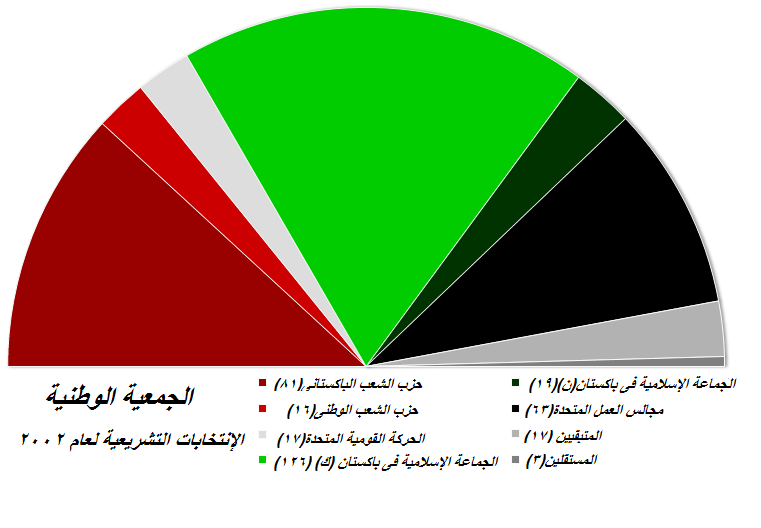
تكوين الجمعية الوطنية المنتهية ولايتها بعد انتخابات 2002

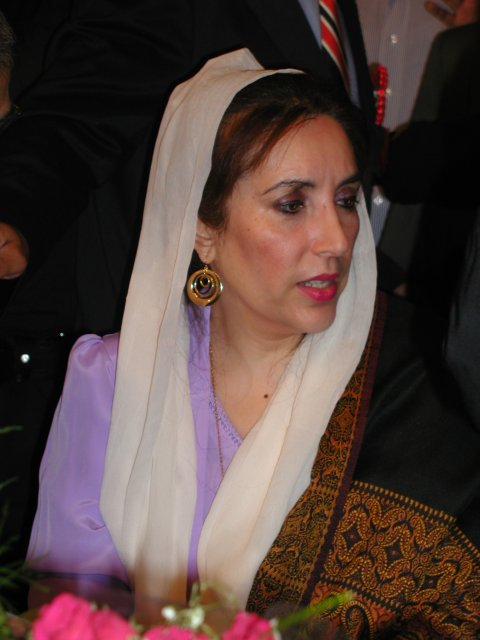
بنينظير بوتو, عام 2004

في انتخابات عام 2008 تمكنا المعارضان الرئيسيان للرئيس مشرف من العودة إلى باكستان. تم العفو عن بينظير بوتو من خلال إتفاق مع الحكومة بدعم من الولايات المتحدة وعادت إلى باكستان يوم 18 أكتوبر 2007. تم إستقبالها في كراتشي من قِبل حشد كبير. إنة قانون المُصالحة الوطنية الذي عفى عن بينظير بوتو، وكذلك 33 سياسيين آخرين من مختلف الأحزاب، بما في ذلك آصف علي زرداري لاتهامات بالفساد.
تَمكن نزاز شريف من العودة بعد ذلك بشهر تقريباً في يوم 25 نوفمبر 2007 بعد خروجه يوم 10 سبتمبر، وذلك بفضل إتفاق تم التفاوض بشأنه مع المملكة العربية السعودية. وإستقبله في لاهور ما يَقرُب من 5000 مؤيد وقد وعد <<بوضع حد للديكتاتورية>>.

### تمرد طالبان وانعدام الأمن
بعد هجمات 11 سبتمبر 2001 ، أعلن الرئيس الباكستانى برويز مشرف عزم باكستان على محاربة التطرف الإسلامى وحركة طالبان، في حين أن البلاد كانت تؤيدهم حتى ذلك الوقت.
باكستان هي في الواقع ملجأ لقتال طالبان ضد حلف شمال الاطلسى في أفغانستان، وخاصاً في المناطق القِبلية على الحدود مع أفغانستان.
إندلع القتال بعنف عام 2007، والذي تميز بموجة من الهَجمات الإرهابية لم يسبق لها مثيل، الهجوم على المسجد الأحمر في إسلام آباد في يوليو، التي يحتلها الإسلاميين المواليين لطالبان بواسطة الجيش وتصَاعَد القتال في الشمال الغربي وخاصاً أول معركة لوادى سوات.

### حالة الطوارئ وحركة المحامين
بدأت حركة المحامين في مارس 2007 بعد إقالة رئيس المحكمة العُليا من قِبل الرئيس الباكستانى برويز مشرف في 9 مارس مع العديد من القضاة في المحكمة العليا والمحاكم العليا. تم استعادتهم بعد ذلك في يوليو 2007، ولكن في 3 نوفمبر 2007 أعلن مُشرف حالة الطوارئ وتعليق الدستور. سمح له هذا التعليق بإقالة القضاة من جديد، الذين لا رجعة لهم عادة. وقد عَلق القضاة مرسوم المُصالحة الوطنية في 12 أكتوبر 2007 واعتبروا إستمرارة كقائد جيش في حين كونة رئيس عمل غير قانونى، وفي الواقع يُعتبر هذا الإجراء بمثابة ضربة ضد العدالة.
جمعت حركة المحامين عشرات الآلاف من المُحتجين وكانت تُقاد هذة الحركة في الأساس من قِبل القضاة للمُطالبة بإستقلال القضاء وتعزيز الديمقراطية وسِيادة القانون. وكانت مَدعومة من قِبل مُعظم أحزاب المُعارضة: حزب الشعب الباكستاني، والجماعة الإسلامية (ن) وخاصةً حركة الإنصاف الباكستانية.
تتحدى أيضاً هذة الحركة نفوذ الجيش في السياسة والتي كانت دائما مُهمة منذ تأسيس البلاد. وشهدت باكستان بالفعل ثلاثة انقلابات عسكرية وتأثرت إلى حد كبير الحكومات المدنية بالجيش. وهكذا فإن المسألة الرئيسية في هذة الانتخابات هي العودة إلى الحُكم مدني، وبالتالى مُستقبل من الديمقراطية.

## الأحزاب الرئيسية المتنافسة

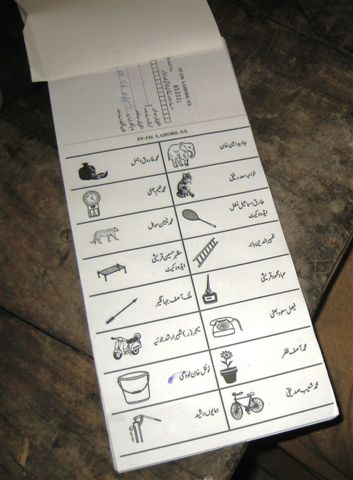
قائمة ل20 دائرة انتخابية اقليمية في لاهور.يتم تمثيل المرشحين بصور للناخبين الأميين.

| الحزب                               | القائد      | فكر                                                      |
| ----------------------------------- | ----------- | -------------------------------------------------------- |
| الجماعة الإسلامية الباكستانية(ك)    | شجاعت حسين  | القومية الباكستانية، التيار المحافظ المعتدل، الليبرالية. |
| حزب الشعب الباكستاني                | بينظير بوتو | ديمقراطية اشتراكية.                                      |
| الجماعة الإسلامية (ن)               | نواز شريف   | سياسة محافظة، ليبرالية اقتصادية                          |
| الحركة القومية المتحدة              | ألطاف حسين  | الليبرالية، العلمانية، موالى المهجر.                     |
| الحزب الوطنى عوامى                  | والي خان    | اشتراكية، ديمقراطية اشتراكية، موالى بشتون.               |
| جمعية علماء الإسلام الإلكترونية (ف) | الرحمن      | إسلام سياسي                                              |
| الجماعة الإسلامية الباكستنية (ف)    | بجارا       | القومية الباكستانية، التيار المحافظ                      |

## حملة

### تجمع للمعارضة ضد السلطة

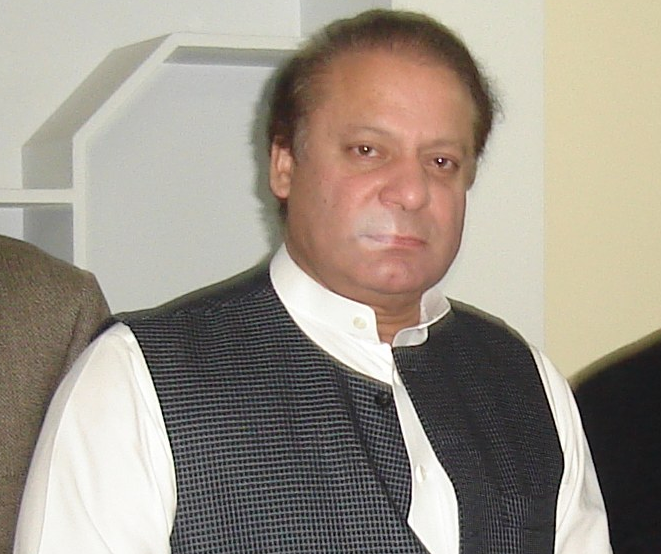
نواز شريف عام 2009

عادت بينظير بوتو إلى باكستان في 18 أكتوبر 2007 ومن ثم قَادت حملة ضد رئيس الدولة، جَمعت حولها حزب الشعب الباكستانى. عاد نواز شريف في 25 نوڤمبر. ووَقعت بينظير بوتو، في 14 مايو 2006، إتفاق سياسى يَهدف إلى عزل برويز مشرف وإعتماد بعض الصلاحيات، بما في ذلك إلغاء التعديل الذي أقرة مشرف مانحاً صلاحيات كثيرة للرئيس.
مساء عودتها ٬ كانت بينظير بوتو وموكبها من الآلاف من أنصارها هم الهدف من تفجير القنبلة ومَقتل ما يقرب من 140 شخص من بينهم مُسلحون ورِجال من الأمن لقوا مَصرعهم. هذة الهجمة هي الأكثر دموية في تاريخ باكستان.
في 3 نوفمبر 2007، عندما أعلن الرئيس مشرف حالة الطوارئ التي بررها بمُكافحة الإرهاب ٬ وتعليقة للدستور. إتهَمَهُ مُعارضيه بالسعى للتلاعُب أو إلغاء الانتخابات في أوائل عام 2008.
كما عادت بينظير بوتو إلى احتجاجات واسعة النطاق ضد حالة الطوارئ. ووُضعت تحت الإقامة الجبرية في 9 نوفمبر لمدة يوم واحد. وأعلنت في 12 نوفمبر إستبعادها لأى مفاوضات مع مشرف وتقوية تحالُفها مع نواز شريف. ووُۻعت بوتو مرة أخرى تحت الإقامة الجبرية في 13 نوفمبر قبل أن يُطلَق سراحها في 16 نوفمبر.
واستمرت في جمع أكبر عدد من المؤيديين في الاجتماعات الانتخابية في جميع أنحاء البلاد.
وفي 21 ديسمبر استهدفت أفتاب أحمد شيرباو ٬ زعيم حزب الشعب الباكستانى (س) والمنشق من حزب الشعب الباكستانى ٬ في هجوم على تجمع سياسى ومقتل 57 شخص.

### إغتيال بنظير بوتو وزعزعة الإستقرار

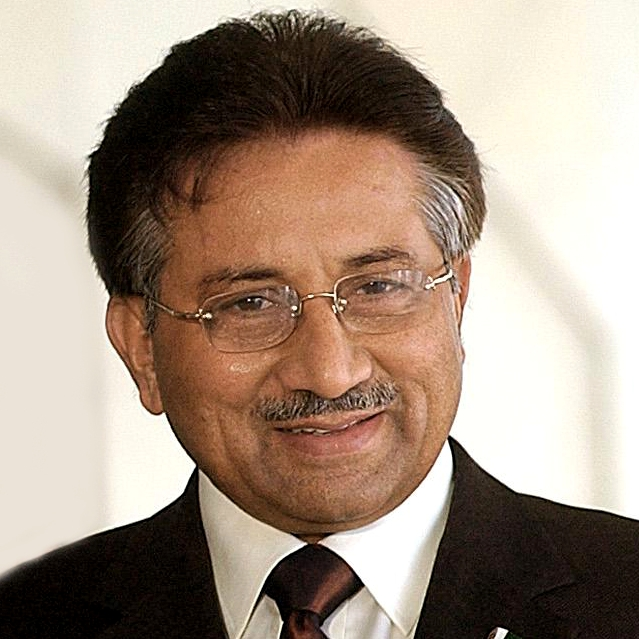
برويز مشرف في عام 2004

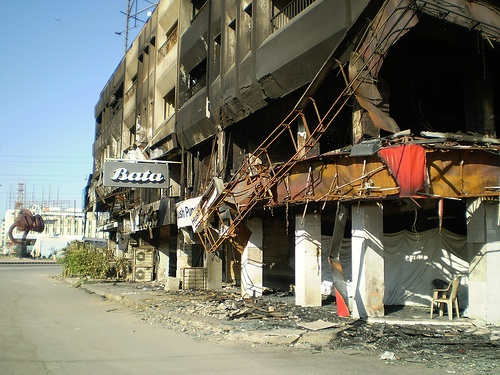
شارع في كراتشى بعد أعمال الشغب التي تلت إعلان وفاة بينظير بوتو.

في 27 ديسمبر 2007 ٬ اجتمعت بينظير بوتو بمؤيديها في راولبندي ٬ ثم وقعت ضحية بعد ذلك لهجوم إنتحارى عندما كانت تُلَوِح من فتحة سيارتها المُصفحة للجمهور ٬ توجة رجلاً نحوها عِدة مرات ثم فجر قنبلة ٬ أدت إلى مقتل 20 شخصاً. نُقلت إلى المستشفى وتوفيت في المساء. وفي نفس اليوم ٬ أُطلِقَت النيران على سيارة مدرعة تنقل نواز شريف دون أن يُمس أي شخص.
بعد الإعلان عن وفاة زعيمة المعارضة الرئيسية٬ نزل مؤيديها إلى الشوارع واندلعت أعمال الشغب في جميع أنحاء البلاد وخاصاً في كراتشى. واتهموا السلطة بالتواطؤ والسلبية. وفي ليلة 27 ديسمبر ٬ تم حَرق الحافلات وتمزيق المُلصقات الانتخابية، كما إقُتُحِمَت وسُرِقَ َمَقرات مُرشحون ومُنتَخبون مؤيدون لمشرف. أدت الاشتباكات بين المتظاهرين وقوات الشرطة إلى ما يقرب من 38 قتيلاً.
اجتمع برويز مشرف في حالة طوارئ يوم 27 ديسمبر، وندد باغتيال بينظير بوتو وأعلن ثلاثة أيام من الحِداد الوطنى ودعا إلى الهدوء. وصف نواز شريف يوم 27 «بالأحلك في تاريخ باكستان» ، وصرح قائلاً أن حِزبه سيقاطع الانتخابات  إذا قرر حزب بوتو ذلك أيضاً. وأخيراً ٱقرر حزب الشعب الباكستانى المشاركة بعد أن تولى بيلاوال بوتو زارداري، نجل بوتو وأيضاً زوجها قيادة الحزب.
حالة انعدام الأمن في البلد أثارت الشكوك حول إذا كان من الممكن إجراء الانتخابات. أعلنت اللجنة الانتخابية تأجيل الانتخابات من 8 يناير إلى 18 فبراير، بسبب التدهورات في مراكز الاقتراع.
هجومان على مرشح للحزب عوامى الوطنى ومُرشح حزب الشعب الباكستانى، مما أدى إلى ما يقرب من 80 حالة وفاة في التاسع والسادس عشر من فبراير في شمال غرب البلاد.

### سمات الحملة والمقاطعة

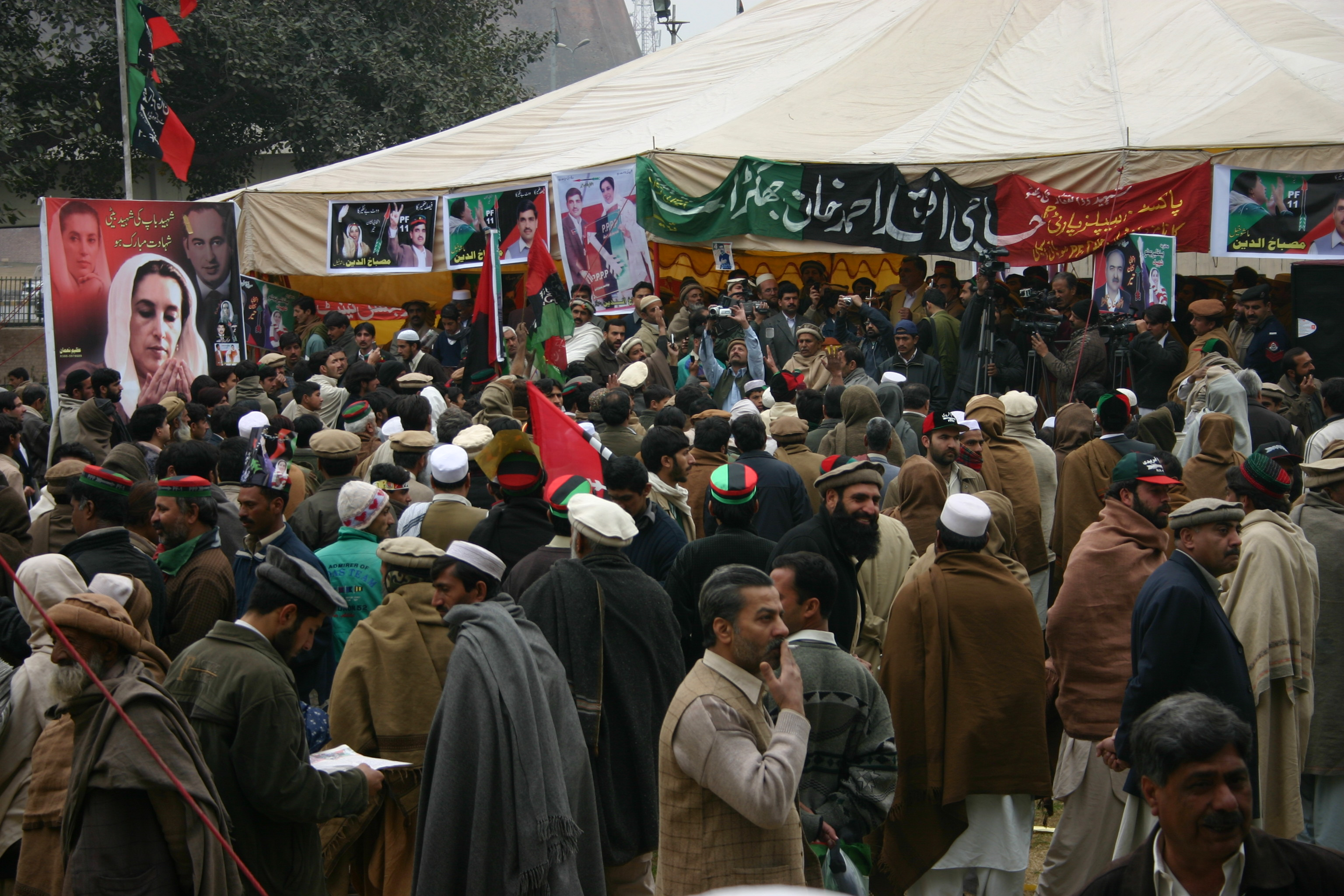
تجمعات لحزب الشعب الباكستانى في بشوار يوم 6 فبراير 2008

وكانت القضايا الرئيسية لهذة الحملة هي الديمقراطية المُهددة في رأى المُعارضة من قبل برويز مشرف وعُنف نُشطاء طالبان التي إندلعت في عام 2007، في سياق حملة العنف.
و في بيان لحزب الشعب الباكستاني، رَكز الحزب على المساواة وتَطوير البلاد ورَكز على خمس أُسس: العمل والتعليم والبيئة والطاقة والعدالة، وإعادة استخدام الشعار القديم الذي ساعد على نجاح الحزب في الأعوام 1970 : «غذاء، كساء ومأوى». وإقتُرِح في البيان أن يَستفيد الخَريجين بعام من العمل في التعليم ووَعد أيضٱ بأن يستفيد 5 ملايين باكستانى من المشروعات الصغيرة، ولحل أزمة الطاقة، أعرب عن تفضيلة للمشاريع المائية الصغيرة. فإنه يشمل أيضاً جميع نقاط «ميثاق الديمقراطية» المُوَقَع مع نواز شريف، وهذا يعنى إصلاحات مؤسسية لدعم رئيس الوزراء والبرلمان، وأيضاً لإستعادة القضاة المَخلوعين من قِبل السُلطة. ويرغب الحزب أيضاً في إلغاء القوانين التمييزية ضد المرأة والأقليات الدينية، دون الإشارة إلى قانون التَجديف ، ويُوفر سياسة لتوظيف النساء وحِصص الأقلية.
رَكَزت الجماعة الإسلامية في باكستان خِطابها أيضاً على الصراع ضد الحكومة. ووعدت باستعادة الديمقراطية والقضاة المخلوعين، وأيضاً استعادة «ميثاق الديمقراطية». ويَنقسم البيان إلى سبع نِقاط حول اختصار «استعادة»: استعادة الديمقراطية، القضاء على سُلطة الجيش في السياسة، الأمن، التسامح ومجتمع تعددى، O تعبر عن " overal national reconcialiation " وتعني المُصالحة الوطنية و R تعبر عن " Relief for the poor" وتعنى مساعدة الفقراء والعمل. وتعهدت أيضاً برفع الحد الأدنى للأجور إلى 5000 روبية شهرياً. مواضيع الحملة هي في الأساس تَدور حول انتقادات مُوَجهة للسلطة، التي وصفها بأنها «ديكتاتورية عسكرية»، واتى لم تنجح في أي إصلاح جيد، وزيادة الفقر في البلاد.
الجماعة الإسلامية في باكستان (ك)، هي الحزب الحاكم، وتَستفيد من النتائج المتباينة. وتُرَكز الجماعة جزء كبير من برنامجها للدفاع عن حقوق الإنسان والديمقراطية. ويدور شِعارها حول خمس أسُس هم: الديمقراطية، التنمية، الأيلولة، والتنوع والدفاع. على هذا النحو، الحزب في الحقيقة هو المسئول عن تحَسُن كيبر في حرية وتَنوع وسائل الإعلام، خاصاً على صَعيد التلفاز. كما صَوت الحزب في عام 2006 على «قانون حماية المرأة»، مما يحسن نسبياً من وضع المرأة. ومن ناحية أخرى تَعَرَض الحزب إلى هُجوم من قِبل المُعارضة بشأن وقف القضاة وتطبيق حالة الطوارئ في عام 2007 من قِبل برويز مشرف. ويَعتزم الحزب أيضاً لجعل التعلم من أولوياته ويريد إعادة تقييم أوضاع المُدرسين في حين رَفع سن التقاعد ل 65 سنة. واقترح أيضاً تعديل الدستور من أجل أن يُأخَذ في الاعتبار تَصويت الباكستانيين في الخارج. ويُندد بيان الحزب أيضاً «التطرف، الإرهاب والطائفية» «أكبر تهديد لأمن باكستان». ومع ذلك، وخلال السنوات الأخيرة من ولاية الحزب، تَدَهوَر أمن البلد بدرجة عالية، والهجمات مثل سيطرة الجماعات الإرهابية التي تطورت بشكل ملحوظ.

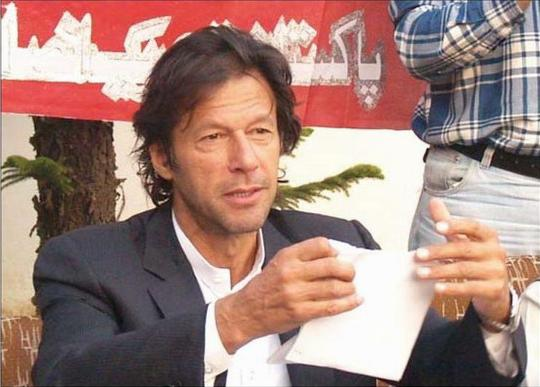
عمران خان يمزق ورقة ترشحة كعلامة للمقاطعة.

وضع حزب عوامى الوطنى، العلمانى وموالى بشتون، الديمقراطية والتنمية الاجتماعية من أولوياتهم. واقترح أيضاً إعادة تسمية محافظات الحدود الشمالية الغربية في خيبر بشتون ودمج المناطق القبلية في المحافظة. كما كان للحركة القومية التحدة شعارها «السلام والتقدم والازدهار»، واقترحت مضاعفة ميزانية التعليم في خمس سنوات ومُضاعفة ميزانية الصحة في 7 سنوات، لتمرير 5% و 4% بالتوالى من الإنتاج المحلى الإجمالى.
و تهدف أيضاً إلى تعزيز إستقلالية المحافظات ٬ زيادة عددهم وتعزيز المجالس البلدية. وأخيراً، فإن جمعية علماء الإسلام الإلكترونية (ف)، وهي الحزب الوحيد الذي لم يُقاطع الانتخابات، واقتضت بأن يكون القرآن والسُنة هم قاعدة القانون وأن تكون القوانيين متوافقة معهم.
خوفاً من تزوير الانتخابات، وتنديداً بإقالة القضاة وحالة الطوارئ من قبل برويز مشرف، أخذت المعارضة وقتاً طويلاً وترددت في مقاطعة الانتخابات خوفاً من أن تكون غير شرعية. وأخيراً، قرر حركة الإنصاف الباكستانية، وحزب قومى صغير بقيادة عمران خان وتحالف الإسلاميين «مجلس الأمل المتحدة» بإستثناء من جمعية علماء الإسلام الإإلكترونية (ف)، مقاطعة الانتخابات، ولكن بقية الأحزاب شاركت.

## نمط الانتخابات
يتم انتخاب المُرَشحين بالإقتراع العام المُباشر بالأغلبية في جولة واحدة، وهذا يعنى أن يُصَوِت كل ناخب في دائِرتهُ الانتخابية لمُرشَح واحد، ومن يأتى في الصَدارة من جولة واحدة فهو المُنتَخَب. ويجب على الأعضاء المُنتخبين بعد ذلك التَقدُم إلى انتخابات «المقاعد المحجوزة»، على سبيل المثال، بالنسبة للجمعية الوطنية، ال 272 عضو المنتخبين مباشراً، تم اختيار 60 مقعداً للنساء و 10 مقاعد مُخَصصة للأقليات الدينية.

## النتائج

### في الجمعية الوطنية
| أحزاب سياسية                                                    | تصويت شعبى | ٪     | النواب المنتخبين في الدوائر الانتخابية | مقاعد مستقلة وحشد الحزب | انتخابات غير مباشرة للمقاعد المحجوزة | التكوين النهائى للجمعية الوطنية | التطور |
| --------------------------------------------------------------- | ---------- | ----- | -------------------------------------- | ----------------------- | ------------------------------------ | ------------------------------- | ------ |
| حزب الشعب الباكستاني                                            | 10.606.486 | 30.6% | 89                                     | 8                       | 27                                   | 124                             | ▲43    |
| الجماعة الإسلامية الباكستانية (ن)                               | 6.781.445  | 19.6% | 67                                     | 4                       | 20                                   | 91                              | ▲72    |
| الجماعة الإسلامية الباكستانية (ك)                               | 7.989.817  | 23.0% | 42                                     | 0                       | 12                                   | 54                              | ▼72    |
| الحركة القومية المتحدة                                          | 2.507.813  | 7.4%  | 19                                     | 0                       | 6                                    | 25                              | ▲8     |
| الحزب القومى الوطنى                                             | 700.490    | 2.0%  | 10                                     | 0                       | 3                                    | 13                              | ▲13    |
| مجلس الأمل المتحدة باكستان * جمعية علوم الإنسان                 | 772.798    | 2.2%  | 6                                      | 0                       | 1                                    | 7                               | ▼51    |
| الجماعة الإسلامية الباكستانية (ف)                               | 685.684    | 1.9%  | 4                                      | 0                       | 1                                    | 5                               | =      |
| حزب الشعب الوطنى                                                | 148.892    | 0.4%  | 1                                      | 0                       | 0                                    | 1                               | -      |
| حزب الشعب الباكستانى (س)                                        | 140.707    | 0.4%  | 1                                      | 0                       | 0                                    | 1                               | ▼1     |
| الحزب الوطنى البلوش                                             | 72.756     | 0.2%  | 1                                      | 0                       | 0                                    | 1                               | =      |
| أحزاب أخرى                                                      | 198.119    | 0.6%  | 0                                      | 0                       | 0                                    | 0                               | -      |
| مستقلين                                                         | 4.060.982  | 11.7% | 29                                     | -12                     | 0                                    | 17                              | -      |
| أصوات فارغة أو باطلة                                            | 944.23     | 2.65% | -                                      | -                       | -                                    | -                               | -      |
| مقاعد شاغرة                                                     |            |       | 3                                      | -                       | -                                    | 3                               |        |
| الإجمالى (المشاركة44.5%)                                        | 35.610.001 | 100%  | 272                                    | 0                       | 70                                   | 342                             | -      |
| مصادر: اللجنة الانتخابية الباكستانية وأرشيف الانتخابات لآدم كار |            |       |                                        |                         |                                      |                                 |        |

هناك 2252 مرشحاً ل272 دائرة انتخابية، بمُعَدل ثمانية مُرشح في الدائرة الانتخابية، من بينهم 64 امرأة، وبجب أن يُضاف إليهم 482 مرشح ل60 مقعداً مخصصاً للنساء. هناك أيضاً 132 مرشحاً على المقاعد المُخصصة للأقليات. في النهاية، 76 امرأة في مجلس النواب تُمَثل 22% من البرلمان. هذا يعنى أنه تم انتخاب 16 منهن من قبل الشعب في دوائرهم. ونجد من بينهم على سبيل المثال فهميدة ميرزا أو هيناً ربانى خار.
أعلنت المفوضية العليا للانتخابات أن النتائج النهائية ستكون يوم 6 مارس 0
مع 35.610.001 ناخب، أصبحت نسبة المشاركة 44.5%  وتُعد في الأساس بمعدل متوسط للانتخابات الخمس التي عُقدت منذ عام 1988. مع ذلك، تفاوتت المشاركة بين 50.1% في الأراضى الإتحادية في إسلام آباد و48.8% في ولاية البنجاب إلى 48.8٪ في السند، و 33.5 % في خيبر بختون، 31.3 ٪ في بلوشستان و26.4 % في المناطق القبلية. فالمشاركة إذن مُنخفضة في معاقل الإسلاميين الذين قاطعوا الانتخابات.
أدت هذة الانتخابات إلى انتصار حزب المعارضة الرئيسى وحزب الشعب الباكستانى (ppp) الذي حصل على 30.6 % تقريباً من الأصوات وما يقرب من 11.000.000 من الأصوات الشعبية. حصل حزب المعارضة الثاني، الجماعة الإسلامية الباكستانية على 19.6 % من الأصوات وما يقرب من 6,8 مليون نسمة، ومن ثم أصبح تشكيل المعارضة الأساسى لحزب الشعب الباكستانى إذ لم يشارك في الحكومة. وهكذا تميزت الانتخابات بالعودة إلى الطرف الذي خسر الانتخابات عام 2002 .
حصلت القوة الثالثة على أكبر عدد من المقاعد، الجماعة الإسلامية الباكستانية (ك)، وهو الحزب الذي يدعم الرئيس مشرف. حصل على 23% من الأصوات و 54 مقعدٱ، بأقل من 72 من انتخابات عام 2002. أحرزت الحركة القومية المتحدة أفضل نتيجة في تاريخها وتخطت من 13 إلى 25 مقعدٱ. وحصل أيضٱ حزب عوامى الوطنى على أفضل النتائج ونجح في العودة إلى الجمعية الوطنية، في حين لم يحصل على أي مقعد في أعقاب انتخابات عام 2002 . أما بالنسبة للإسلاميين، حصلوا على 7 مقاعد فقط بعد أن حصلوا سابقٱ على 63 مقعدٱ منذ أن شاركت جمعية علماء الإسلام (ق) فقط ولم تححق سوى نتيجة مرضية.

الأحزاب التي تصدرت المناطق : حزب الشعب الباكستاني الجماعة الإسلامية الباكستانية (ن) الجماعة الإسلامية في باكستان(ك) الحركة القومية المتحدة الحزب الوطنى عوامى جمعية علماء الإسلام الجماعة الإسلامية في باكستان(ف) (F) الحزب الوطنى بالوتش مستقلين
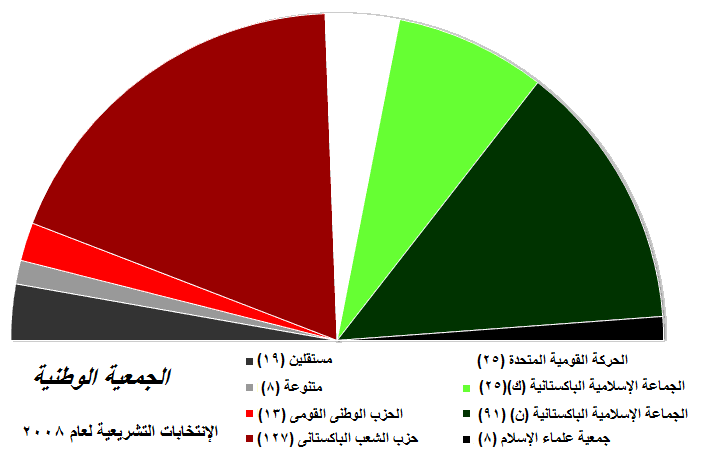
تشكيل الجمعية الوطنية في يناير 2011 (على أساس الإنتخابات)

- الأحزاب التي تصدرت المناطق :   حزب الشعب الباكستاني
  الجماعة الإسلامية الباكستانية (ن)
  الجماعة الإسلامية في باكستان(ك)
  الحركة القومية المتحدة
  الحزب الوطنى عوامى
  جمعية علماء الإسلام
  الجماعة الإسلامية في باكستان(ف) (F)
  الحزب الوطنى بالوتش
  مستقلين
- تشكيل الجمعية الوطنية في يناير 2011 ( على أساس الإنتخابات )

### في المجالس المحلية
الأحزاب بعد أن شكلت من إتلافات بعد فترة وجيزة من الانتخابات في كل محافظة بالخط العريض.
| جمعية البنجاب                  | جمعية البنجاب | جمعية البنجاب | جمعية السند                    | جمعية السند | جمعية السند | جمعية خيبر بختونخوا            | جمعية خيبر بختونخوا | جمعية خيبر بختونخوا | جمعية بلوشستان                 | جمعية بلوشستان | جمعية بلوشستان |
| أحزاب                          | مقاعد         | %             | أحزاب                          | مقاعد       | %           | أحزاب                          | مقاعد               | %                   | أحزاب                          | مقاعد          | %              |
| ------------------------------ | ------------- | ------------- | ------------------------------ | ----------- | ----------- | ------------------------------ | ------------------- | ------------------- | ------------------------------ | -------------- | -------------- |
| الجماعة الإسلامية بباكستان (ن) | 171           | 46            | حزب الشعب الباكستانى           | 93          | 56          | حزب أوامى الوطنى               | 48                  | 39                  | حزب الشعب الباكستانى           | 13             | 20             |
| حزب الشعب الباكستانى           | 107           | 29            | حركة القومية المتحدة           | 51          | 31          | حزب الشعب الباكستانى           | 30                  | 24                  | مجموعة المفكرون                | 13             | 20             |
| الجماعة الإسلامية بباكستان (ق) | 83            | 22            | الجماعة الإسلامية بباكستان (ق) | 9           | 6           | جمعية علماء الإسلام (ف)        | 15                  | 12                  | جمعية علماء الإسلام (ف)        | 10             | 15             |
| الجماعة الإسلامية بباكستان (ف) | 3             | 1             | الجماعة الإسلامية بباكستان (ف) | 8           | 5           | الجماعة الإسلامية بباكستان (ن) | 9                   | 7                   | الحزب الوطنى البلوشى           | 7              | 11             |
| جمعية علماء الإسلام (ف)        | 2             | 1             | حزب الشعب الوطنى               | 3           | 2           | الجماعة الإسلامية بباكستان (ق) | 6                   | 5                   | الجماعة الإسلامية بباكستان (ق) | 6              | 10             |
| مستقلون                        | 4             | 1             | حزب أوامى الوطنى               | 2           | 1           | حزب الشعب الباكستانى (س)       | 6                   | 5                   | حزب أوامى الوطنى               | 3              | 5              |
| -                              | -             | -             | مستقلون                        | 0           | -           | مستقلون                        | 10                  | 8                   | مستقلون / آخرون                | 13             | 20             |
| الاجمالى                       | 370           | 100           | الاجمالى                       | 166         | 100         | الاجمالى                       | 124                 | 100                 | الاجمالى                       | 65             | 100            |

أدت انتخابات مجلس المحافظة لولاية بنجاب لانتصار الجماعة الإسلامية لنوتز شريف التلى عادت إلى السلطة في المحافظة بعد هزيمتها في عام 2002 حيث حصل علي 47 مقعدٱ.
فاز حزب الشعب الباكستاني بشكل كبير في مجلس المحافظة في السند على أغلبية كبيرة مطلقة. فكان قد فاز بانتخابات عام 2002 ولكن لم يحصل على الأغلبية ولم يكن في وضع ملائم لتشكيل حكومة محلية.
قاطع الانتخابات معظم أعضاء التحالف الدينى لمجلس الأمل المتحدة، فقد خسر الانتخابات لمجلس المحافظة في خيبر بختون حين كان قد فاز بالأغلبية المطلقة في عام 2002. أغتنم الحزب الوطنى عوامى-و هو حزب إقليمى- من هذة المقاطعة وفاز بأغلبية نسبية متخطيٱ من 10 إلى 48 مقعدٱ.

## تحليلات

### عملية سير الانتخابات

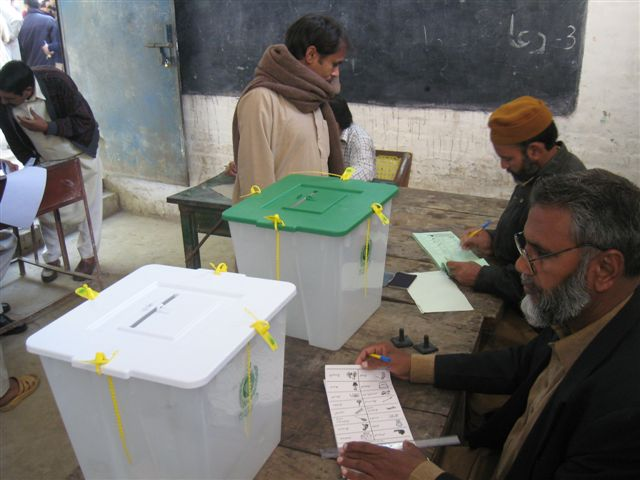
مركز إقتراع في لاهور.

أشرف على سير الانتخابات بعثتان من المراقبة الدولية، أحدهم أوروبية والأخرى أمريكية. ورغم وجود عدد من المخالفات، تم التسليم بصحة الانتخابات عموماً.
تبنت بعثة البرلمان الأوروبي المكونة من 131 مُراقباً من قبل السلطات الباكستانبة التحقيق من صحة الانتخابات. كما أشرفوا على افتتاح مراكز الاقتراع وسير عملية التصويت وفرز وتبويب النتائج، وقاموا بزيارة 444 مركز اقتراع. واستخلصت البعثة أن الانتخابات كانت تعددية وأن وسائل الإعلام والمجتمع المدني كانا إجابيان. ولم تسجل أي تزوير على الأغلب في تنظيم الانتخابات ، ولكن لاحظت مخالفات أثر وأقل خطورة، كان من الممكن أن تؤثر على نتائج 4% من مراكز الاقتراع المراقبة. لكن على الأغلب تقارير البعثة عن التزوير مهمة نسبياً إلى الحملة الانتخابية، مشيراً إلى أن المُرشحين من الحزب الحاكم استفادوا كثيراً من موارد الدولة (إمكانية الوصول إلى المبانى والمواصلات العامة) وخصوصاً قناة الأخبار الوطنية، والتي تعد المصدر المفضل للمعلومات لفرد من بين أربع باكستانيين.
و مع ذلك، شددت البعثة على وسائل الإعلام الخاصة والتي تطورت كثيراً في الفترة الأخيرة والتي عرضت تعدد وجهات النظر.
ولقد أوزعت البعثة الأمريكية 38 مراقباً على 28 مركز اقتراع، وكذلك ثلاث خبراء لمراقبة عملية ما بعد الانتخابات. واستخلصت أنه تم المساس بهذة الانتخابات بسسب الافتقار إلى استقلال القضاء ووسائل الإعلام، ووجود الجيش في السياسة ونقص الإصلاحات الإجرائية رغم التقدم المحرز في السنوات الأخيرة. ولاحظت أن مشاركة المرأة كانت أقل من مشاركة الرجل (بمتوسط 49% للرجال و 39% للنساء)، بسبب التهديدات في بعض المناطق الريفية. ومع ذلك قالت البعثة أن الانتخابات لم تكن متسقة مع المعايير الدنيا للديمقراطية ولم تجد أدلة على تزوير الانتخابات.

### إنتقالات كبرى
أدت هذة الانتخابات إلى تحول كبير في مقياس القوى السياسية التي ظهرت خلال الانتخابات التشريعية لعام 2002، وتعتبر الجماعة الإسلامية (ك) والتحالف الإسلامى إلى حد كبير مهزومين، في حين أن معظم الأحزاب التاريخية كحزب الشعب الباكستانى والجماعة الإسلامية الباكستانية (ن) استعادوا وزنهم.
كما حققت القوات الهاشمية كحزب عوامى الوطنى تقدم هام. في النهاية، إن هذة الانتخابات أدت إلى تغيير السلطة في غصون الحكومة الإتحادية، والحكومات الإقليمية الأربعة ورئاسة الجمهورية، وكذلك تغيير للأغلبية في جميع الجمعيات، بإستثناء مجلس الشيوخ الباكستان، فإن أغلبيته لم تتغير منذ مارس 2009.
و تحلل هزيمة الحزب الحاكم عن طريق زيادة العزلة السياسة، خاصاً تخلى حلفاؤه الإسلاميين عنه بعد انتقادهم لتحالف الحزب مع الولايات المتحدة وانتقادات من المعارضة التي تندد ببعض التراخى من جهة الإرهاب.
و تم أيضاً انتقاد الحزب بشدة على دعمه لمشرف. الذي تم انتقاده لتصرفاته ضد العدالة وحالة الطوارئ، والمتهم بمحاولة السيطرة على كل مقاليد السلطة، بما في ذلك وصف الجماعة الإسلامية الباكستانية (ن) له «بأنه ديكتاتور». في النهاية، انخفاض عدد مؤيدية بنسبة صغيرة، من 25.7% إلى 23.0% ، لكنه خسر أكثر من نصف منتخبيه.
أدرك حزب الشعب الباكستانى أداة العكسى، زاد جمهوره من 25.8% إلى 30.6% وارتفع عدد منتخبيه بنسبة الثلث. ومعقله الرئيسى هو السند، وخاصاً في المناطق الفقيرة والريفية. أما التغيير الأكثر أهمية هو أن مؤيدى الجماعة الإسلامية الباكستانية (ن) تضاعف وأن عدد المنتخبين أصبح مضروباً في أربعة، مع أغلبية قوية ببنجاب الشمالية.
المقاطعة من قبل التشكيلات الرئيسية الدينية غيرت النتيجة في المناطق التي تصدرت الانتخابات في عام 2002، وفي شمال غرب بلوشستان. المقاطعة أصبحت تمثل معنى أن المشاركة هي المنخفضة في هذة المناطق.
في النهاية، حزب عوامى الوطنى هو المستفيد من المقاطعة، بنفس الطريقة التي يجلب الإسلاميين بها مؤيدينهم بين البشتون. فلقد فاز ب 13 مقعدٱ مقابل لا شئ في عام 2002، وكلها في محافظة خيبر بختون. حققت الحركة القومية المتحدة نتيجة ساحقة في حيد آباد وكراتشى ، بين مجتمعها ، الموهدجريس ، لكنها لم تخترق أي منطقة أخرى من البلاد.

## النتائج

### إنشاء حكومة جديدة

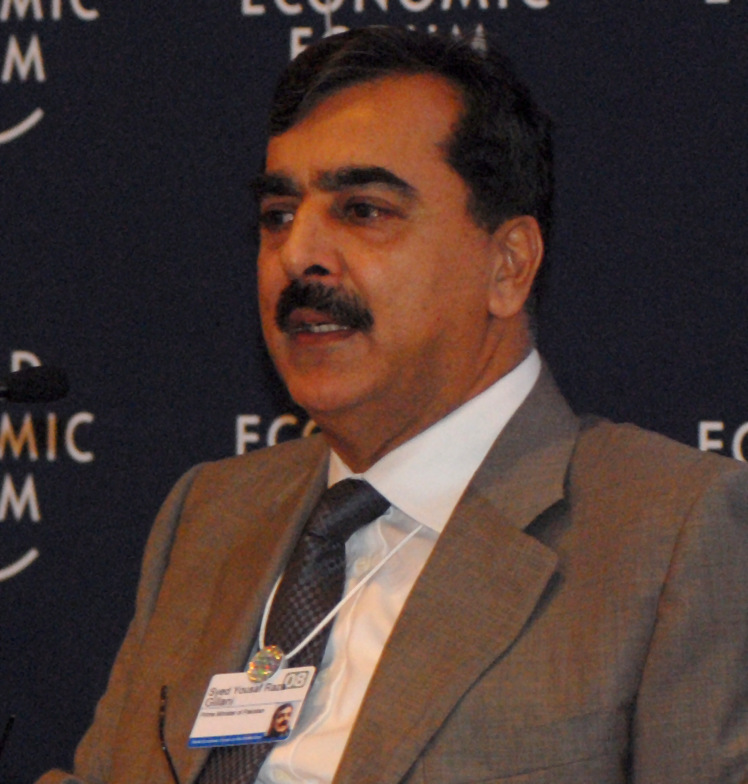
رئيس الوزراء يوسف رضا جيلانى.

منذ إعلان إسقاطات النتائج ، إعلان حزب الشعب الباكستانى والجماعة الإسلامية الباكستانية (ن) ، والذين يعتبروا الفائزين بالانتخابات ، أنهم سيشكلون حكومة ائتلافية. وأخيراً ، ستجتمع الحكومة الائتلافية مع حزب الشعب الباكستانى ، والجماعة الإسلامية (ن) ، والحركة القومية المتحدة ، وحزب عوامى الوطنى ، وجمعية علماء الإسلام ، الجماعة الإسلامية الباكستانية (ف) والحزب الوطنى البلوشى. هذا التحالف يمثل 266 مقعداً أي نحو 78% من مقاعد الجمعية.
في 19 مارس 2008، انتخبت فهميدة ميرزا (ppp) كرئيسة الجمعية الوطنية ب 249 صوتاً. وفي 22 مارس ، اختار حزب الشعب الباكستانى يوسف رضا جيلاني كمرشح لرئيس الوزراء. تمت الموافقة على هذا الاختيار من قبل التحالف يوم 24 مارس: فاز في تصويت الجمعية الوطنية ب264 صوتاً ، ليحل محل رئيس الوزراء المدعوم من الرئيس مشرف ، ميان محمد سومرو. ووجد ميان منصبه كرئيس لمجلس الشيوع في 25 مارس حيث كانت الجماعة الإسلامية لاتزال لديها الأغلبية.
و يعلن رئيس الوزراء الجديد رغبته في إتباع سياسة المصالحة الوطنية ، وائتلاف يجمع أطراف عرفت بالنزاع وتمثل العديد من المجموعات العرقية.

### إقالة الرئيس مشرف
وقد وجد أن الرئيس برويز مشرف قلت شهرته في هذة الانتخابات. وتم عزل الحزب السياسى الذي يدعمه ، والذي لم ينجح في الاحتفاظ بالأغلبية سوى في مجلس الشيوخ. في 7 أغسطس 2008، توصل أطراف التحالف إلى إتفاق لإطلاق حركة العزل ضد الرئيس.
حركة الإقالة مشابهة للمساءلة الأمريكية: يجب أن يبدأ الإجراء من قبل الجمعية الوطنية ثم بعد ذلك يتم الموافقة على الإقالة بنسبة الثلثين من 442 عضو من البرلمان.
و يستقيل برويز مشرف في 18 أغسطس قبل بدء الإجراء. وقد أعلن قراره في خطاب على التلفاز ، ودافع فيه عن ميزانيته العمومية وانتقد الحكومة الائتلافية الجديدة. وغادر البلاد في أوائل عام 2009 وانتقل إلى لندن.

### انتخابات الرئيس زردارى
بعد استقالة مشرف ، أكد ميان محمد سومرو (رئيس مجلس الشيوخ) على العمل على النحو المنصوص عليه في الدستور الباكستانى.
اختار حزب الشعب الباكستانى آصف علي زرداري، أرمل بينظير بوتو ، كمرشح للرئاسة. هذا الاختيار كان مثير للجدل للغاية ، بينما كان زردارى بالأحرى لا يحظى بشعبية في الرأى العام. وقررت الجماعة الإسلامية الباكستانية انسحابها من الائتلاف لكى تقدم مرشحها الخاص. مع ذلك ، لم يؤثر هذا القرار على الغالبية العظمى من الائتلاف المهمين عليه حزب الشعب الباكستانى.

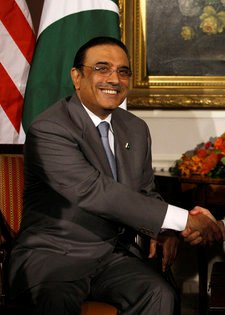
آصف على زردارى في سبتمبر 2008

في 6 سبتمبر 2008، انتخب زردارى رئيساً للجمهورية  من قبل الجمعية الوطنية لباكستان ومجلس الشيوخ ومجالس المحافظات (مشكلين هيئة انتخابية). وفاز ب 481 صوت ضد مرشح الجماعة الإسلامية في باكستان (ن) «سعيدوزمان صديقى» (153 صوتاً) ومرشح الجماعة الإسلامية في باكستان (ك) «مشاهد حسين سيد» (44 صوتاُ).
فشل «مشاهد حسين سيد» أيضاً في تجميع أصوات حزبه (34 صوتاً) في البرلمان ل 90 منتخباً ، هذة الظاهرة يمكن ملاحظتها بشكل خاص في مجلس المحافظة من بلوتشيستان حيث يوجد تقرير ضخم لآصف على زردارى. هناك أيضاً تقارير لمرشح الجماعة الإسلامية (ن)، بما في ذلك البرلمان ومجلس المحافظة من البنجاب .
| مرشح (حزب)                                 | البرلمان (مجلس الشيوخ والجمعية الوطنية) | بنجاب (الأصوات الصحيحة) | السند (الأصوات الصحيحة) | يلشستون | خيبر بختون خوا | المجموع   | ٪      |
| ------------------------------------------ | --------------------------------------- | ----------------------- | ----------------------- | ------- | -------------- | --------- | ------ |
| آصف على زردارى (حزب الشعب الباكستانى)      | 281                                     | 22 (123)                | 63 (162)                | 59      | 56 (107)       | 481 (732) | 70.9 % |
| سعيدوزمان صديقى                            | 111                                     | 35 (201)                | 0 (0)                   | 2       | 5(10)          | 153 (324) | 22.6%  |
| مشهد حسين سيد                              | 34                                      | 6 (36)                  | 0 (0)                   | 2       | 2 (3)          | 44 (75)   | 6,5%   |
| إجمالى الناخبين                            | 426                                     | 63(360)                 | 63 (162)                | 63      | 63 (120)       | 678(1131) | 100%٪  |
| الإمنتناع عن التصويت٬ أصوات فارغة أو غائبة | 17                                      | - (11)                  | - (4)                   | 2       | - (4)          | -         | -      |
| تخفيض 63 صوت من أجل المسواة بين المحافظات  |                                         |                         |                         |         |                |           |        |
| المصدر: Dawn.com                           |                                         |                         |                         |         |                |           |        |

### تحالف المحافظات
زاد حزب الشعب الباكستانى من مراكزه في المجالس الإقليمية (158 مقعداً في عام 2002 مقابل 243 في عام 2008) وشارك في جميع الحكومات المحلية بعد عام 2008.
في مجلس المحافظة ببنجاب ، شكلت الجماعة الإسلامية في باكستان (ن)، والتي فازت في الانتخابات دون الحصول على الأغلبية المطلقة ، ائتلافاً مع حزب الشعب الباكستانى الذي تصدر المركز الثاني .
قاد الحكومة المحلية «شهباز شريف» وشملت الحكومة وزراء من حزب الشعب الباكستانى. ومع ذلك تم طرد هؤلاء الوزراء ، وانتهى التحالف بين الحزبين في مارس 2011.
و في السند ، فاز حزب الشعب الباكستانى بأغلبية مطلقة في مجلس المحافظة بالسند الذي سمح له بقيادة المحافظة وحدها (54% من المقاعد). بعد أن شكلت ائتلاف مع الحركة القومية المتحدة ، في إطار الاتحاد الوطنى على أوسع نطاق. عقد الحزبين أغلبية ساحقة باكثر من 85% من المقاعد.
بعد أن فاز حزب عوامى الوطنى بأغلبية نسبية في مجلس المحافظة بخيبر بختون خوا ، شكل ائتلافاً مع حزب الشعب الباكستانى ، أيضاً في إطار وحدة وطنية. جمع التحالف 78 مقعداً بأغلبية مطلقة من63.
أما بالنسبة لمجلس المحافظة في بشتون ، فالأعضاء منقسمون بشدة . الجماعة الإسلامية الباكستانية (ك) التي تتصدر كالعادة ، وجدت انخفاضا في الفرقة 13 من ال19 عضوٱ فيه.
شمل الائتلاف المحلى حزب الشعب الباكستانى ، الحزب الوطنى بلوش والحزب الوطنى عوامى وأيضاً المستقلين والمعرضين وخاصاً الجماعة الإسلامية الباكستانية (ك).

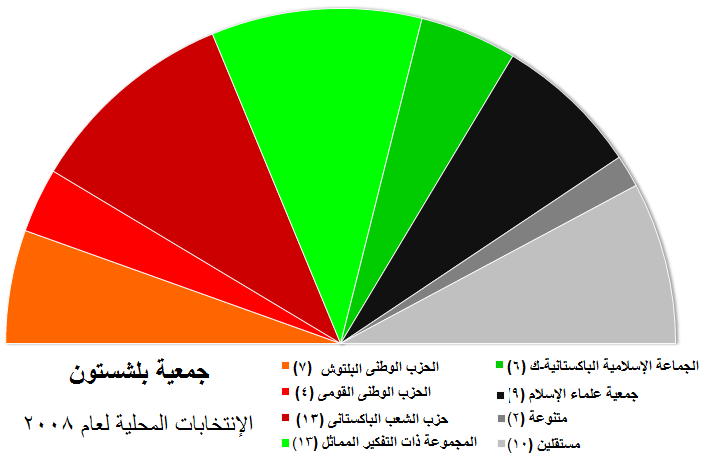
تكوين الجمعية المحلية ببلوشستان بعد إنتخابات عام 2008.
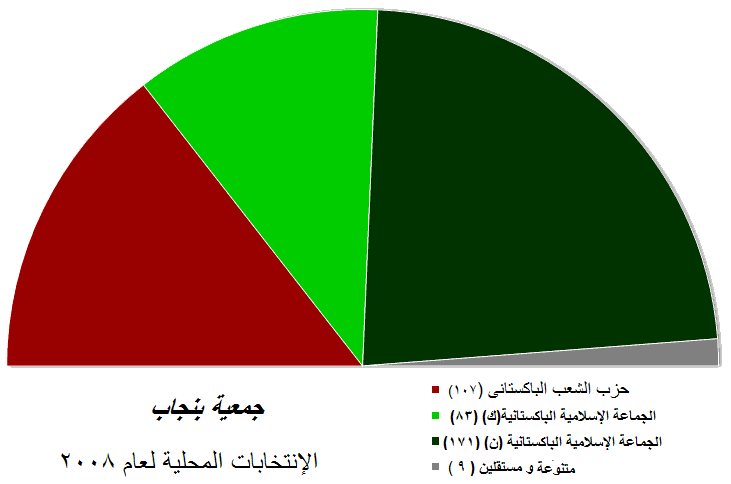
تكوين الجمعية المحلية ببنجاب بعد إنتخابات عام 2008.
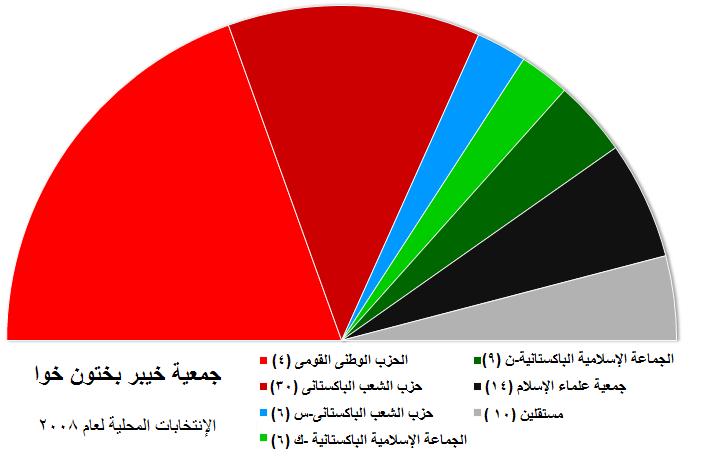
تكوين الجمعية المحلية بخيبر بختون خوا بعد إنتخابات عام 2008.
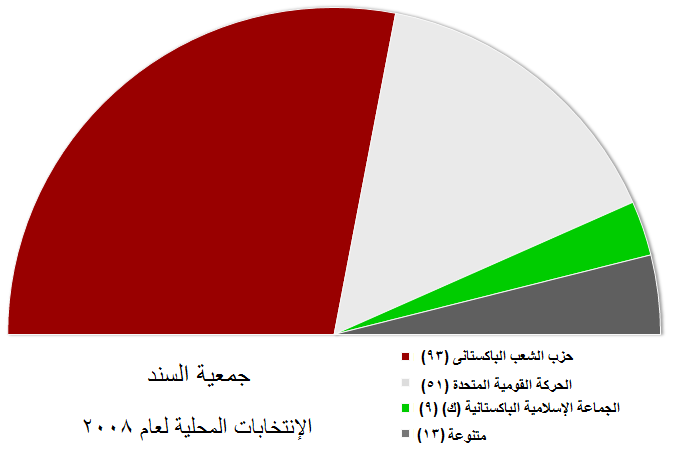
تكوين الجمعية المحلية بالسند بعد إنتخابات عام 2008.

### الإصلاح الدستورى لعام 2010
هذا الإصلاح الذي وعد به حزب الشعب الباكستانى مثل الجماعة الإسلامية الباكستانية في «ميثاق الديمراطية» في عام 2006، يهدف إلى إلغاء الإصلاح الدستورى لعام 2003، تحت قيادة برويز مشرف والذي كان يهدف لزبادة صلاحيات الرئيس.
هذا الإصلاح السابق أعطى الحق للسلطة لحل الجمعية الوطنية وإقالة رئيس الوزراء ، ومنعت أي رئيس وزراء من أداء أكثر من ولاتين حتى وإن كانتا غير متتاليتان ، وبالتالى منع نواز شريف وبينظير بوتو من هذا المنصب . وهكذا ، أصبح نظام البرلمان شبه رئاسي.
عرف الإصلاح الدستورى لعام 2010 باسم التعديل الثامن عشر والذي وقع في 19 أبريل من الرئيس آصف على زردارى بعد موافقة بالإجماع من البرلمان .
فإنه يلغى اصلاح 2003 بالكامل ، ويزيد من السلطات بالمحافظات وتغيير إجراء تعيين قضاه المحكمة العليا والذي يجب أن يتم الموافقة علية من قبل لجنة برلمانية.